# 이대연
이대연(李大淵, 1964년 11월 13일 ~ )은 대한민국의 배우이다. 1985년 연극배우로 데뷔하였고 1995년 영화 《내일로 흐르는 강》으로 영화배우에 데뷔하였다.

## 학력
- 상명초등학교 (졸업)
- 선린중학교 (졸업)
- 영동고등학교 (졸업)
- 연세대학교 신학과 (학사)

## 출연

### 드라마
- 2003년 MBC 《눈사람》 ... 김우중 역
- 2003년 MBC 《좋은 사람》 ... 최 신부 역
- 2003년 KBS2 《드라마시티 - S대 법학과 미달사건》 ... 최 변호사 역
- 2004년~2005년 MBC 《왕꽃 선녀님》
- 2004년 MBC 《아일랜드》 ... 노동석 역
- 2005년 SBS 《내 사랑 토람이》 ... 김일봉 역
- 2005년 KBS2 《열여덟 스물아홉》 ... 최 기자 역
- 2005년 KBS2 《드라마시티 - 유쾌한 유필만》 ... 유필만 역
- 2005년 KBS2 《부활》 ... 경기도 역
- 2005년 KBS2 《슬픔이여 안녕》 ... 강재 역
- 2005년 MBC 《신돈》 ... 기철 역
- 2006년 KBS2 《소문난 칠공주》 ... 구수한 역
- 2006년 MBC 《도로시를 찾아라》 ... 표 반장 역
- 2006년 SBS 《연개소문》 ... 수나라 사신 역
- 2007년 KBS2 《드라마시티 - 이중장부 살인사건》 ... 구자형 역
- 2007년 채널CGV 《정조암살미스터리: 8일》 ... 문인방 역
- 2008년 KBS2 《대왕 세종》 ... 최해산 역
- 2008년 KBS2 《드라마시티 - 징계위원회》 ... 유종민 역
- 2008년 KBS2 《전설의 고향 - 사진검의 저주》 ... 이 대감 역
- 2008년 MBC 《스포트라이트》 ... 고병천 역
- 2009년 KBS1 《집으로 가는 길》 ... 박칠남 역
- 2009년 MBC 《선덕여왕》 ... 윤충 장군 역
- 2010년 KBS2 《추노》 ... 명안 스님 역
- 2010년 SBS 《오! 마이 레이디》 ... 엄대용 역
- 2011년 MBC 《마이 프린세스》 ... 소순우 역
- 2011년 KBS2 《KBS 드라마 스페셜 연작 시리즈 - 완벽한 스파이》 ... 정규용 역
- 2011년 KBS2 《공주의 남자》 ... 권람 역
- 2012년 KBS2 《적도의 남자》 ... 김경필 역 (특별출연)
- 2012년 MBC 《아이두 아이두》 ... 염 사장 역
- 2012년 KBS2 《전우치》 ... 문 포교 역
- 2013년 KBS2 《광고천재 이태백》 ... 최 사장 역
- 2013년 tvN 《이웃집 꽃미남》 ... 홍순철 역
- 2013년 KBS2 《TV소설 은희》 ... 김형만 역
- 2013년 KBS2 《칼과 꽃》 ... 도수 역
- 2013년 MBC 《메디컬 탑팀》 ... 황철구 역
- 2013년 KBS2 《KBS 드라마 스페셜 - 마귀 - 파발, 지옥을 달리다》 ... 강개 역
- 2013년 MBC 《황금 무지개》 ... 김재수 역
- 2014년 KBS2 《태양은 가득히》 ... 정도준 역
- 2014년 SBS 《쓰리 데이즈》 ... 한기준 역
- 2014년 KBS2 《골든크로스》 ... 강주완 역
- 2014년 KBS2 《빅맨》 ... 김한두 역
- 2014년 KBS2 《KBS 드라마 스페셜 - 간서치열전》 ... 이이첨 역
- 2014년 SBS 《달려라 장미》 ... 장평문 역
- 2015년 KBS2 《스파이》 ... 정규용 역
- 2015년 KBS2 《고맙다, 아들아》 ... 장형산 역
- 2015년 KBS2 《후아유 - 학교 2015》 ... 한기춘 역
- 2015년 tvN 《오 나의 귀신님》 ... 신명호 역
- 2015년 MBC 《퐁당퐁당 Love》 ... 최만리 역
- 2016년 네이버 TV 《질풍기획》 ... 한덕배 사장 역
- 2016년 MBC 《굿바이 미스터 블랙》 ... 민용재 역
- 2016년 KBS2 《구르미 그린 달빛》 ... 조만형 역
- 2016년 MBC 《불어라 미풍아》 ... 이경식 역
- 2017년 MBC 《세가지색 판타지 - 우주의 별이》 ... 우주 아빠 역
- 2017년 KBS2 《그 여자의 바다》 ... 윤동철 역
- 2017년 tvN 《그녀는 거짓말을 너무 사랑해》
- 2017년 KBS2 《추리의 여왕》 ... 설옥 부 역
- 2017년 tvN 《명불허전》 ... 황교수 역
- 2017년 KBS2 《KBS 드라마 스페셜 - 우리가 못자는 이유》 ... 이봉만 역
- 2017년 tvN 《변혁의 사랑》 ... 장세만 역
- 2017년 MBC 《투깝스》 ... 유정만 역
- 2018년 tvN 《무법 변호사》 ... 우형만 역
- 2018년 tvN 《멈추고 싶은 순간 : 어바웃 타임》
- 2018년 SBS 《그녀로 말할 것 같으면》 ... 한영철 역
- 2018년 KBS2 《KBS 드라마 스페셜 - 잊혀진 계절》
- 2019년 MBC 《아이템》 ... 신구철 역
- 2019년 tvN 《어비스》 ... 서천식 역
- 2019년 KBS2 《저스티스》 ... 강일만 역
- 2019년 KBS2 《KBS 드라마 스페셜 - 굿바이 비원》 ... 다은의 아빠 역
- 2019년 SBS 《스토브리그》...김종무 역
- 2020년 tvN 《하이바이, 마마!》 ... 김판석 역 (7회)
- 2020년 KBS2 《위험한 약속》 ... 차만종 역
- 2021년 MBC 《오! 주인님》 ... 이준일 역
- 2022년 SBS 《악의 마음을 읽는 자들》 ... 백준식 역
- 2022년 KBS1 《으라차차 내 인생》 ... 장현석 역
- 2023년 KBS1 《우당탕탕 패밀리》 ... 강기석 역
- 2024년 SBS 《열혈사제 2》 ... 이웅석 역
- 2024년 쿠팡플레이 《가족계획》 ... 황근안 역
- 2025년 Disney+ 《트리거》 … 마성춘 역
- 2025년 tvN 《감자연구소》 … 성주 스님 역

### 영화
- 1996년 《내일로 흐르는 강》 ... 정인 역
- 1999년 《내 마음의 풍금》 ... 조 선생 역
- 2000년 《박하사탕》 ... 강 사장/장 형사 역
- 2000년 《공동경비구역 JSA》 ... 황 중사 역
- 2001년 《달마야 놀자》 ... 창근 역
- 2001년 《흑수선》 ... 천 형사 역
- 2002년 《나쁜 남자》 ... 지갑 주인
- 2002년 《버스, 정류장》 ... 중년 남 역
- 2002년 《스물넷》 ... 미영 남편 역
- 2002년 《복수는 나의 것》 ... 최 반장 역
- 2002년 《낙타(들)》 ... 중년 남자 역
- 2002년 《YMCA 야구단》 ... 마성한 역
- 2003년 《선생 김봉두》 ... 사내 역
- 2003년 《장화, 홍련》 ... 의사 역
- 2003년 《올드보이》 ... 거지 역(특별출연)
- 2004년 《아라한 장풍 대작전》 ... 운전수 역
- 2004년 《쓰리 몬스터》
- 2004년 《DMZ, 비무장지대》 ... 피바다 소대장 역
- 2005년 《레드아이》 ... 김 교수 역
- 2005년 《여자, 정혜》 ... 고모부 역
- 2005년 《댄서의 순정》 ... 김 과장 역
- 2005년 《연애의 목적》 ... 조 선생 역
- 2005년 《친절한 금자씨》 ... 유괴된 아이 부모 역(우정출연)
- 2005년 《오로라 공주》 ... 수사과장 역
- 2005년 《광식이 동생 광태》 ... 의사 역(우정출연)
- 2007년 《살결》 ... 종이 양부 역(특별출연)
- 2007년 《우아한 세계》 ... 백 사장 역(특별출연)
- 2007년 《극락도 살인사건》 ... 김 반장 역
- 2007년 《권순분 여사 납치사건》 ... 유명식 역
- 2007년 《스카우트》 ... 백 부장 역
- 2008년 《6년째 연애중》 ... 의사 역(특별출연)
- 2008년 《나도 모르게》 ... 남자 역
- 2009년 《보트》
- 2009년 《파주》 ... 두만 역(특별출연)
- 2009년 《트라이앵글》 ... 김 반장 역
- 2010년 《작은 연못》 ... 짱이 고모부 역
- 2011년 《시라노; 연애조작단》 ... 목사 역(특별출연)
- 2011년 《평양성》 ... 이적 역
- 2011년 《간증》 ... 임광한 역
- 2011년 《세상에서 가장 아름다운 이별》 ... 장 박사 역
- 2012년 《댄싱퀸》 ... 필제 역
- 2013년 《남쪽으로 튀어》 ... 공안 윗선 역(특별출연)
- 2013년 《어떤 시선》 ... 충현 역
- 2013년 《데드 엔드》 ... 홍 국장 역
- 2013년 《열한시》 ... 조 실장 역
- 2013년 《청야》 ... 오 소장 역
- 2014년 《해적: 바다로 간 산적》 ... 이성계 역
- 2015년 《쎄시봉》 ... 근태 부 역
- 2015년 《차이나타운》 ... 안선생 역
- 2015년 《성실한 나라의 앨리스》 ... 계장 역
- 2015년 《사도》 ... 김상로 역
- 2016년 《순정》 ... 수옥 부 역
- 2016년 《무서운 이야기 3: 화성에서 온 소녀》 ... 트럭남 역
- 2017년 《아이 캔 스피크》 ... 구청장 역(우정출연)
- 2021년 《몬티 쥬베이의 삶과 죽음》 (단편 영화)
- 2023년 《제비》 ... 현수 역
- 2023년 《드림팰리스》 ... 인모 역

### 방송
- 2022년 KBS1 《다큐 인사이트 - 인간, 신에게 도전하다》 ... 내레이션

### 뮤직비디오
- god - 우리가 사는 이야기 (2014년)

### 연극
- 2016년 《날 보러와요》
- 2022년 《조치원 새가 이르는 곳》 - 만국 역

## 수상
- 제41회 동아연극상 남자연기상 (2005년)
- 제32회 백상예술대상 신인연기상 (1996년)

## 경력
- 1997년 극단 신시 단원
- 2001년 극단 연극세상 단원
- 2017년 극단 차.이.무 단원